# Marîna Poroșenko
Marîna Anatoliiivna Poroșenko (în ucraineană Мари́на Анато́ліївна Пороше́нко, născută Perevedențeva; n. 1 februarie 1962, Semipalatinsk, RSS Kazahă, URSS) este o cardiologă ucraineană care a fost Prima Doamnă a Ucrainei din 2014 până în 2019. Este căsătorită cu fostul președinte ucrainean Petro Poroșenko. După ce președinția soțului ei s-a încheiat în 2019, Marina a fost un candidat politic local pentru alegerile de la Kiev.

## Biografie
Marîna Poroșenko s-a născut ca Marîna Perevedențeva (în ucraineană Марина Анатоліївна Переведенцева) în 1962 la Kiev, RSS Ucraineană, Uniunea Sovietică. Tatăl ei Anatoli (născut în 1933) a fost ministru adjunct al Sănătății al RSSU. Mama ei Liudmila a lucrat la Arsenalul de la Kiev.
În timp ce studia la Universitatea Națională de Medicină Bohomoleț, ea l-a întâlnit la o discotecă pe Petro Poroșenko. S-au căsătorit în 1984. Ea a lucrat ca cardiolog la Spitalul Jovtneva până la nașterea primului lor fiu, iar după aceea și-a dedicat timpul familiei. A participat la activitățile Fundației de Caritate Petro Poroșenko.
În 2007 a absolvit Academia Națională a Personalului Managerial de Cultură și Arte cu diplomă în arte plastice.
Într-un interviu televizat din iunie 2014, Marîna a spus că intenționează să se implice în problemele sociale și culturale cu care se confruntă Ucraina. La sfârșitul lunii iunie 2014, s-a întâlnit cu Irîna Herașcenko, delegată în „Planul de pace pentru Ucraina de Est” și mediatoare în conflictul pro-rus din 2014 din Ucraina. Ele au discutat despre posibila asistență acordată oamenilor din estul Ucrainei.
Din 2018 până în 2019, a fost președinte al Fundației Culturale Ucrainene.
La alegerile locale de la Kiev din 2020, Poroșenko a fost plasată pe primul loc pe lista electorală a partidului Solidaritatea Europeană (partidul condus la nivel național de soțul ei) la alegerile Consiliului Local din Kiev. La alegerea primarului Kievului (în timpul alegerilor locale de la Kiev din 2020), Solidaritatea Europeană l-a susținut pe primarul în exercițiu Vitali Kliciko (care a fost nominalizat de partidul UDAR). Solidaritatea Europeană a câștigat 31 de locuri în Consiliul Local al Kievului. Kliciko a fost reales ca primar al Kievului.
Marîna și Petro Poroșenko au patru copii: fiul Oleksi (născut în 1985), fiicele gemene Ievheniia și Oleksandra (născute în 2000) și fiul Mihailo (născut în 2001). Familia continuă să locuiască în casa lor privată din cartierul istoric Koncea-Zaspa. Oleksi a fost deputat în parlamentul regional al regiunii Vinița.
Fostul președinte ucrainean Viktor Iușcenko este nașul copiilor lor.